# Paranthidium gabbii
Paranthidium gabbii är en biart som först beskrevs av Cresson 1878.  Paranthidium gabbii ingår i släktet Paranthidium och familjen buksamlarbin. Inga underarter finns listade i Catalogue of Life.